# Портрет Алексея Васильевича Иловайского
«Портрет Алексея Васильевича Иловайского» — картина Джорджа Доу и его мастерской, из Военной галереи Зимнего дворца.
Картина представляет собой погрудный портрет генерал-майора Алексея Васильевича Иловайского из состава Военной галереи Зимнего дворца.
Накануне Отечественной войны 1812 года генерал-майор Иловайский находился в отставке и постоянно проживал в Новочеркасске. После вторжения Наполеона занимался формированием на Дону ополченческих казачьих полков, был избран их походным атаманом и привёл полки в Тарутинский лагерь. Отличился при преследовании остатков Великой армии от Малоярославца до Немана и далее в польских пределах. Во время Заграничных походов 1813 и 1814 годов находился при осадах различных крепостей в разных частях Германии.
Изображён в казачьем генеральском мундире, введённом в 1814 году (ошибочно не показана красная выпушка по краю воротника). Слева на груди звезда ордена Св. Анны 1-й степени; на шее кресты орденов Св. Георгия 3-го класса, Св. Владимира 2-й степени; по борту мундира крест прусского ордена Красного орла 2-й степени; справа на груди серебряная медаль «В память Отечественной войны 1812 года» на Андреевской ленте и бронзовая дворянская медаль «В память Отечественной войны 1812 года» на Владимирской ленте. В левом нижнем углу подпись художника и дата: painted from nature by Geo Dawe RA SPetersbourg 1825. С тыльной стороны картины надписи: Ilovaisky и Geo Dawe RA pinxt . Подпись на раме: А. В. Иловайскiй 1й, Генералъ Маiоръ.
Несмотря на то, что Иловайский в предварительных списках Военной галереи, составленных Комитетом Главного штаба по аттестации, не значится, 30 апреля 1823 года император Александр I повелел написать его портрет для Военной галереи. Известно, что А. В. Иловайский приезжал в Санкт-Петербург в конце февраля 1823 года; А. А. Подмазо считает, что встретился с Доу он именно тогда и, соответственно, тогда же портрет и был написан. По его мнению косвенным свидетельством этого является то, что гонорар Доу был выплачен в том же году 31 июля, а указанная художником дата (1825 год) скорее всего свидетельствует о том, что перед сдачей готовой работы в Эрмитаж, состоявшейся 7 сентября 1825 года, Доу портрет ещё раз проверил и подновил. Однако в собрании Новочеркасского музея истории Донского казачества имеется портрет А. В. Иловайского работы Доу. Этот портрет содержит содержит авторскую подпись и дату: 1824; выставляется он в Атаманском дворце в Новочеркасске. Вероятно этот портрет был написан первым, Иловайский забрал его себе и увёз на Дон, а для Военной галереи Доу выполнил повторение. Следующий приезд Иловайского в столицу произошёл в октябре 1826 года, когда готовый портрет уже находился в Эрмитаже. 
В 1827 году в Лондоне с галерейного портрета была сделана литография Е. И. Гейтмана, один из сохранившихся отпечатков имеется в собрании Пушкинского музея (бумага, литография, 32,7 × 24,8 см, инвентарный № ГР-14773).

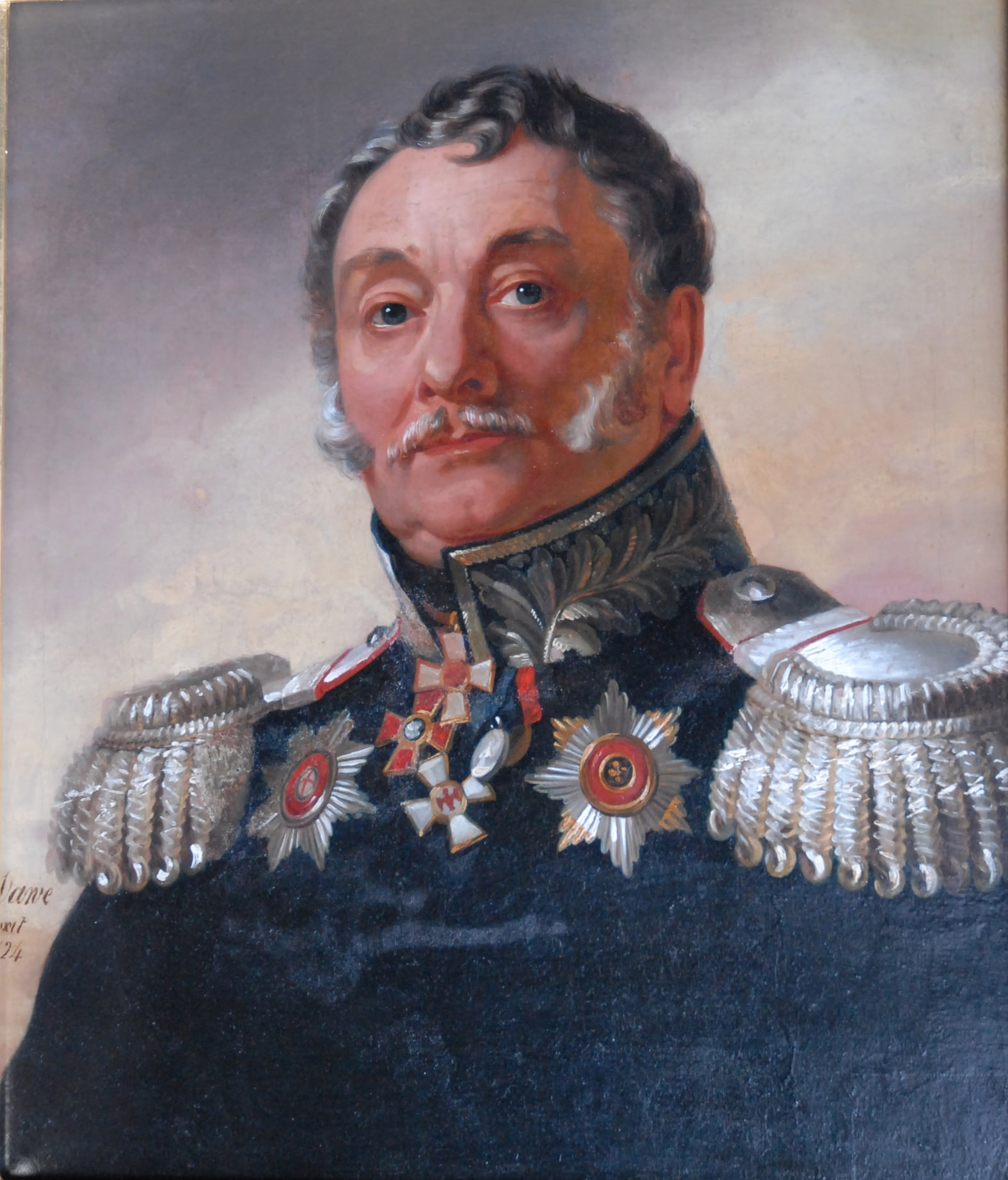
Вариант из Новочеркасска
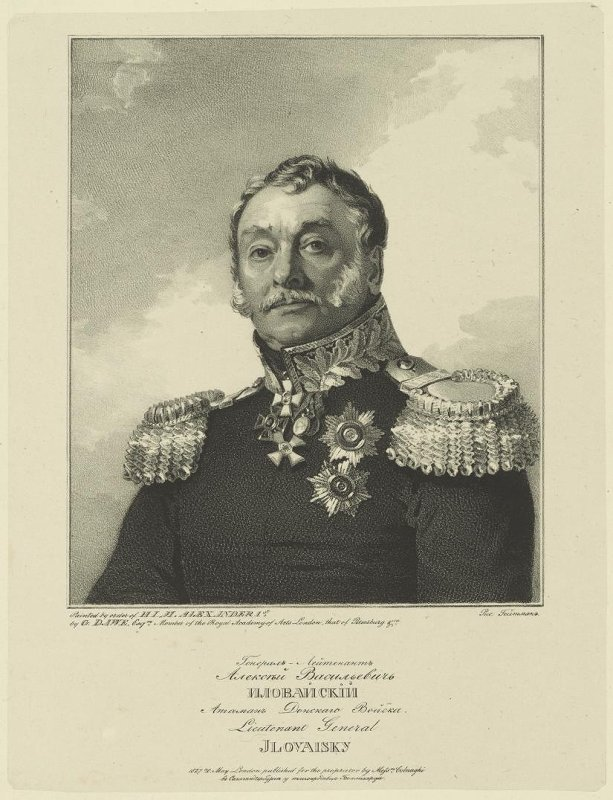
Литография Е. И. Гейтмана